# Moanin’ Low
Moanin’ Low ist ein Torch Song, den Ralph Rainger (Musik) und Howard Dietz (Text) verfassten und 1929 veröffentlichten.

## Hintergrund

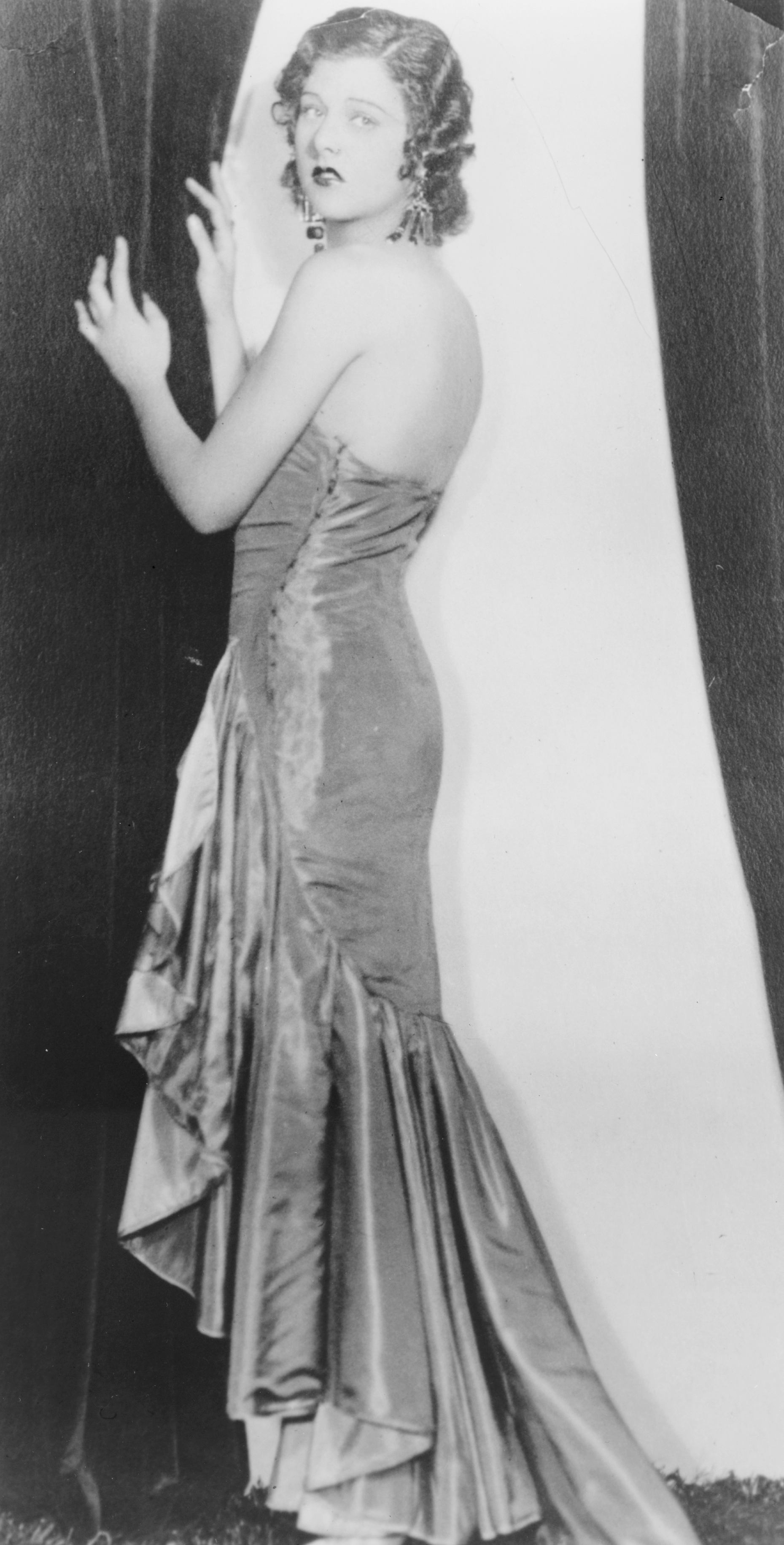
Libby Holman

Rainger und Dietz schrieben Moanin’ Low für die Musikrevue The Little Show, die ihre Premiere am 30. April 1929 hatte. Vorgestellt wurde der Song von Libby Holman und Clifton Webb. Libby Holman gab eine düstere Interpretation des Lieds, direkt im Anschluss an einen erotischen Tanz mit Webb. Der Song wurde (zusammen mit Can’t We Be Friends? von Kay Swift and James Warburg) für die darauffolgende Show Three's a Crowd (1930) übernommen. Moanin’ Low war Ralph Raingers erste Liedveröffentlichung, der zuvor im Vaudeville als Begleitmusiker gearbeitet hatte. Gleichzeitig beförderte er Libby Holmans Karriere als Sängerin. Moanin’ Low gilt als „höchst effektiver Torch Song im Bluesidiom“.

## Erste Aufnahmen und spätere Coverversionen
Die erste Plattenaufnahme des Songs stammte von Sophie Tucker (27. Juni 1929, Victor 22049) Zu den Musikern, die den Song in den Vereinigten Staaten ab Mitte 1929 ebenfalls aufnahmen, gehörten die Charleston Chasers (Columbia, u. a. mit Phil Napoleon, Miff Mole und Jimmy Dorsey), Libby Holman (Brunswick, mit eben genannter Studioband), Irving Mills (Cameo), The Cotton Pickers (Brunswick, u. a. mit Tommy Dorsey), Leo Reisman (Victor), Miff Mole (OKeh), Clarence Williams and His Blue Moaners (mit Eva Taylor, Gesang), Reuben Reeves (Vocalion), Annette Hanshaw (OKeh), die Memphis Jazzers (Van Dyke 7801) und Lee Morse and her Blue Grass Boys, in Montréal Willie Eckstein, in London Jack Hylton (mit Ella Logan), Spike Hughes und in Berlin Lud Gluskin.
Der Diskograf Tom Lord listet im Bereich des Jazz insgesamt 234 (Stand 2015) Coverversionen, u. a. ab den späten 1930er-Jahren von Teddy Wilson/Billie Holiday, Lena Horne, Roberta Lee, Ella Fitzgerald, Webster Young/Paul Quinichette, Ann Richards, Wally Fawkes, Yank Lawson, Ernestine Anderson, Alberta Hunter/Lovie Austin, Carmen McRae, Turk Murphy, Jackie Cain, Doc Cheatham und Dan Barrett. Moanin’ Low wurde neben Popsängern wie Margaret Whiting (1946) und Barbra Streisand auch von vielen Revival- und Dixielandbands gecovert.
Claire Trevor sang ihn in dem Gangsterfilm Gangster in Key Largo (1949); Trevors Gesangsdarbietung gehört zu den eindrucksvollste Szenen von Key Largo; der traurige Song drückte ihre Hassliebe zu Johnny dar, verkörpert von Edward G. Robinson. Trevor erhielt dafür einen Oscar als beste Nebendarstellerin. Der Trompeter Harry James spielte den Song in dem Film der Jazztrompeter (1950). Billie Holiday sang ihn im Juli 1958 auf Art Ford’s Jazz Party (bei der ein Fernsehmitschnitt entstand).